# Viaggio ad Altrove: Scooby-Doo! incontra Leone il cane fifone
Viaggio ad Altrove: Scooby-Doo! incontra Leone il cane fifone (Straight Outta Nowhere: Scooby-Doo! Meets Courage the Cowardly Dog) è un film crossover per DVD e streaming del 2021 diretto da Cecilia Aranovich basato sui personaggi di Scooby-Doo e quelli del cartone animato del 1999 Leone il cane fifone.
Il film viene pubblicato negli Stati Uniti d'America in DVD e streaming il 14 settembre 2021, quasi vent'anni dopo la messa in onda dell'ultimo episodio di Leone il cane fifone. In Italia venne trasmesso il 21 dicembre 2021 su Boomerang e proposto in streaming su Now TV il giorno stesso.

## Trama
Durante la risoluzione di un mistero, Scooby viene stordito da suoni strani al punto di farlo scappare fino ad Altrove, nel Kansas, una cittadina sperduta nel deserto. Qui si imbatte nel pavido cane rosa Leone, cacciato di casa dal burbero padrone Giustino poiché anche lui era infastidito dai suoni. Dopo essersi presentati, i cani vengono attaccati da insetti giganti ma il resto della Mystery Inc. riesce a trovarli tramite un chip nascosto nel collare di Scooby e a soccorrerli. Dopo aver cacciato gli insetti che Velma capisce essere cicale, Marilù, anziana moglie di Giustino, invita i ragazzi a mangiare qualcosa. Essi si intrattengono in qualche chiacchiera con la coppia e mentre Marilù propone i suoi indovinelli a Velma, Scooby e Leone vengono attaccati da un mostro di peli che esce dal lavandino. Dopo le disavventure dei due cani, Velma inizia a condividere le sue teorie sulle stranezze che accadono nel paese ma Shaggy viene a contatto con una delle cicale che viene colpita via con la scopa da Marilù. Il ragazzo e i due cani si rifugiano quindi in salone in compagnia del podcast per sconfiggere le paure di Shaggy. I tre iniziano a riflettere sulle loro avventure passate tra mostri e strani avvenimenti quando qualcuno lascia un invito alla porta per una cena con il sindaco di Altrove. Marilù e Giustino non sanno di avere un sindaco, nonostante ciò si avviano insieme alla gang verso l'indirizzo. Purtroppo, una cicala ancora più grande si intrufola nel pick-up di Giustino con dentro i cani e inizia a guidare fuori strada. I ragazzi la inseguono a lungo ma alla fine non evitano che il pick-up dell'anziano cada in un precipizio e venga distrutto.
Una volta arrivati alla casa del sindaco, i ragazzi sono ricevuti da uno strano maggiordomo e portati ad una stanza dove vengono attaccati da mobili viventi. Il sindaco accorre e rivela di non aspettare ospiti e che l'invito non fosse stato mandato da lui. Nonostante ciò, invita i ragazzi a restare a cena mentre gli parla degli strani avvenimenti di Altrove.  Dopodiché i ragazzi si dividono per visitare il museo di Altrove, nella casa stessa, mentre Shaggy, Scooby, Leone e Giustino aspettano da mangiare anche se sia la cuoca che il maggiordomo non sembrano molto ospitali. Nel frattempo, il resto della gang e Marilù scoprono sempre di più sul passato della cittadina e trovano un passaggio segreto che li porta a delle grotte dove trovano un congegno a onde sonore che pare stia ipnotizzando dei cittadini tramite onde satellitari. Mentre provano ad indagare, Giustino si ritira a casa propria e Shaggy, Scooby e Leone assistono al rapimento del sindaco da parte della cicala regina che li insegue facendoli finire nelle grotte. Intanto, la gente ipnotizzata inizia a portare i loro beni a casa di Giustino, facendolo arricchire. I ragazzi riescono ad uscire delle grotte ma vengono rapiti tra i campi di granturco dalle cicale tranne Leone e Scooby, ai quali Velma lancia il suo tablet dove sono contenute le informazioni per risolvere il mistero.
Dopo un discorso sul coraggio di Shaggy, Scooby e Leone si animano e tornano alla casa per consultare il computer di Leone, il quale, collegato al tablet, rivela ai cani che Altrove si trova nell'epicentro del meteorite che ha fatto estinguere i dinosauri. I cani iniziano a scavare sotto la casa per arrivare alla grotta scavata dal meteorite e più si avvicino più cose strane iniziano ad accadere. Riescono persino a trovare il resto della gang e con il loro aiuto cercano di riportare il meteorite in superficie. Leone finisce per avere il meteorite ma la cicala rapisce Marilù, spronando Leone ad utilizzare tutto il suo coraggio per sconfiggere la cicala in una lotta tra titani. Quest'ultima viene finalmente catturata e smascherata. Sotto il costume vi è il sindaco, il quale non è altro che un ulteriore costume dove vi si nascondono gli acerrimi nemici di Leone, Gatti e il dottor Le Quack, precedentemente già affrontati da quest'ultimo e visti al museo di Altrove. I due criminali avevano scoperto del meteorite contenente la materia oscura che creava tutte le stranezze di Altrove e se n'erano impossessati per ipnotizzare i cittadini per intascare i loro averi.  Dal nulla sbucano il maggiordomo e la cuoca che si rivelano essere un generale e tenente d'esercito, i quali davano la caccia ai criminali. Il film termina con una festa di ballo scatenata dai poteri del meteorite.

## Produzione
Secondo l'animatore Tracy Mark Lee, la premessa iniziale del film doveva essere usata come un episodio della serie Scooby-Doo and Guess Who? ma si è successivamente evoluta nello script del film.
John R. Dilworth, il creatore di Leone il Cane Fifone ha, da sempre, negato la sua partecipazione nel film e ha rivelato di non aver mai approvato l'idea del crossover, pensando che i due cartoni fossero troppo diversi tra loro. Il regista e creatore de Le tenebrose avventure di Billy e Mandy Maxwell Atoms, già chiamato per dirigere Happy Halloween, Scooby-Doo! e produrre Scooby-Doo! Alla corte di Re Artù, fu contattato per prendere parte al film ma egli rifiutò non appena venne a sapere che John Dilworth non accettò di lavorare al film.
Marty Grabstein e Thea White, rispettivamente i doppiatori originali di Leone e Marilù ritornano a doppiare i rispettivi personaggi nel film. Jeff Bergman sostituisce le voci originali di Giustino Lionel Wilson e Arthur Anderson, precedentemente deceduti nel 2003 e 2016. Bergman aveva già doppiato Giustino in un corto pubblicitario animato per Cartoon Network. Inoltre, il film segna l'ultimo ruolo di Thea White, deceduta il 30 luglio 2021, un mese prima l'uscita del film, durante un'operazione ad un tumore. Nella versione italiana, Oreste Baldini, storico doppiatore di Leone e anche di Shaggy Rogers degli ultimi vent'anni, ritorna a doppiare il pavido cane rosa mentre Mino Caprio, il quale ha doppiato Giustino per le prime tre stagioni del cartone, riprende il suo ruolo dopo essere stato sostituito nella quarta stagione da Luigi Ferraro. Paila Pavese, voce di Marilù, invece, viene sostituita da Graziella Polesinanti.
Il titolo di lavorazione del film era Scooby-Doo and Courage the Cowardly Dog, inoltre il film viene mandato in Italia semplicemente con il titolo Scooby-Doo! incontra Leone il cane fifone nei listini di programmazione, nonostante il titolo completo viene narrato da Oreste Baldini durante la sigla del film.
Nei vari edifici è possibile trovare quadri e statue che rappresentano diversi episodi di Leone il Cane Fifone.

## Doppiaggio
| Personaggio             | Doppiatore originale | Doppiatore italiano   |
| ----------------------- | -------------------- | --------------------- |
| Scooby-Doo              | Frank Welker         | Nanni Baldini         |
| Shaggy Rogers           | Matthew Lillard      | Oreste Baldini        |
| Fred Jones              | Frank Welker         | Francesco Bulckaen    |
| Daphne Blake            | Grey Griffin         | Domitilla D'Amico     |
| Velma Dinkley           | Kate Micucci         | Rachele Paolelli      |
| Tablet di Velma Dinkley | Kate Micucci         | Rachele Paolelli      |
| Frau Glockenspiel       | Grey Griffin         |                       |
| Leone                   | Marty Grabstein      | Oreste Baldini        |
| Mr. McGill / Clown      | Marty Grabstein      |                       |
| Marilù Bagge            | Thea White           | Graziella Polesinanti |
| Giustino Bagge          | Jeff Bergman         | Mino Caprio           |
| Computer                | Jeff Bergman         |                       |
| Sindaco                 | Jeff Bergman         | Gianni Giuliano       |
| Gatti                   | Paul Schoeffer       | Marco Vivio           |
| Dr. Le Quack            | Paul Schoeffer       | Dario Oppido          |
| Narratore               | Paul Schoeffer       |                       |
| Generale                | Jeff Bennett         | Daniele Valenti       |
| Libro dell'Auto Aiuto   | Jeff Bennett         | Gino Manfredi         |
| Tenente                 | Chuck Montgomery     | Pierluigi Astore      |
| Mr. Glockenspiel        | Chuck Montgomery     | Pierluigi Astore      |

## Colonna sonora
La canzoni del film sono scritte e interpretate da Andy Sturmer e tradotte in italiano. In più, il personaggio di Giustino si esibisce in un'esibizione rap scritta da T.K. O'Brian e interpretata dal doppiatore originale e italiano del film.
- Game of Life: scritta e interpretata da Andy Sturmer e in italiano da Daniele Grammaldo;
- The Opposite of Fear is Fun: scritta e interpretata da Andy Sturmer e in italiano da Daniele Grammaldo;
- Straight Outta Nowhere: scritta da T.K. O'Brian e interpretata da Jeff Bergman e in italiano da Mino Caprio;

## Continuità
Si tratta del 33º film d'animazione di Scooby-Doo per DVD della serie principale. Inoltre, il film viene pubblicato quasi 20 anni dopo l'ultimo episodio di Leone il cane fifone e dopo lo speciale in CGI, inedito in Italia, The Fog of Courage del 2014.